# Aleksandr Pushkin
Aleksandr Serguéievich Pushkin (del ruso: Александр Сергеевич Пушкин; Moscú, 26 de mayojul./ 6 de junio de 1799greg.-San Petersburgo, 29 de enerojul./ 10 de febrero de 1837greg.) fue un poeta, dramaturgo y novelista ruso. Su obra se encuadra en el movimiento romántico. Muchos lo consideran el más grande poeta ruso,  así como el fundador de la literatura rusa moderna.
Pushkin nació en Moscú, en el seno de la nobleza rusa. Su padre, Serguéi Lvóvich Pushkin, pertenecía a una antigua familia boyarda. Uno de sus bisabuelos maternos fue el mayor general Abram Petróvich Gannibal, un noble de origen africano que fue secuestrado de su patria por los otomanos, liberado posteriormente por el emperador ruso Pedro el Grande y criado en la casa de la corte imperial como su ahijado.
Publicó su primer poema a los 15 años y ya gozaba de un amplio reconocimiento literario al graduarse en el Liceo Imperial en Tsárskoye Seló (posteriormente rebautizado Liceo Pushkin). Tras graduarse, Pushkin recitó su controvertido poema «Oda a la libertad» (en ruso: Вольность), uno de los varios que lo llevaron al exilio por orden del emperador Alejandro I. Bajo estricta vigilancia de la policía política del emperador y sin poder publicar, Pushkin escribió su obra más famosa, Borís Godunov. Su novela en verso, Eugenio Oneguin, se publicó por entregas entre 1825 y 1832. En 1837, Pushkin resultó herido de muerte en un duelo con el supuesto amante de su esposa y esposo de su hermana, Georges-Charles de Heeckeren d'Anthès, también conocido como Dantes-Gekkern, un oficial francés del Regimiento de la Guardia de Caballeros.
Pushkin fue pionero en el uso de la lengua vernácula en sus obras y creó un estilo narrativo —mezcla de drama, romance y sátira— que fue desde entonces asociado a la literatura rusa e influyó notablemente en posteriores figuras literarias, como Dostoyevski, Gógol, Tiútchev y Tolstói, así como en los compositores rusos Chaikovski y Músorgski.

## Biografía

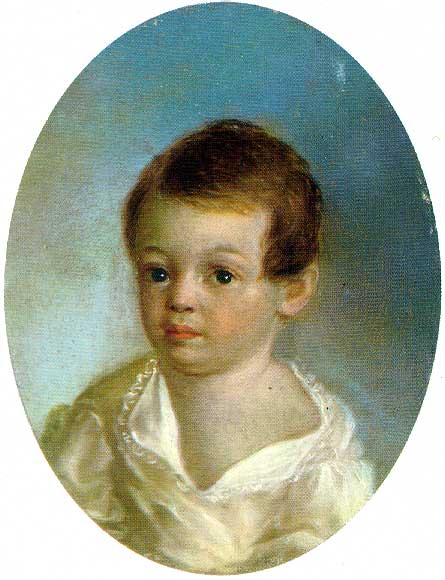
Pushkin de niño. Xavier de Maistre (1800-1802). Óleo en metal. Museo Pushkin, Moscú.

### Primeros años
Era hijo de Serguéi Pushkin, descendiente de una antigua familia de la aristocracia rusa, y bisnieto, por la rama materna, de Abram Gannibal, príncipe etíope capturado de niño por esclavistas al servicio de los otomanos y trasladado a Rusia, donde se convirtió en jefe militar, ingeniero y noble tras su apadrinamiento por Pedro I el Grande, quien le dio su patrónimo (Petróvich, hijo de Pedro).
Su abuela materna y su aya, una humilde campesina, por las cuales sintió una devoción inmensa hasta el fin de sus días, le inculcaron un profundo amor por los cuentos y la poesía popular rusa, hecho de notar, ya que en su familia se hablaba francés, como era habitual en la aristocracia rusa. Pushkin recibió, sin embargo, una esmerada educación literaria basada principalmente en la literatura y la lengua francesas. Lector incansable desde temprana edad, causaba asombro su facilidad para improvisar imitaciones de sus maestros, los franceses Molière, Voltaire y Evariste Parny, y los ingleses Byron y Shakespeare. Ya en 1814 consiguió ver un texto suyo publicado en la revista El mensajero de Europa (Вестник Европы): su epístola «Al amigo poeta» («К другу стихотворцу» - K drugu stijotvortsu), dirigida a Wilhelm Küchelbecker. No hizo gran caso de los estudios, pues una sola pasión lo devoraba: la de la lectura voraz y compulsiva de los libros de la biblioteca de su padre, formada por 3000 volúmenes, casi todos en francés. Además, la casa de sus padres era escenario de tertulias literarias a las que acudían Karamzín, Bátiushkov, Dmítriev y otros, y su tío carnal, el poeta Vasili Lvóvich Pushkin, hombre culto, bibliófilo, alegre y vividor, de brillante ingenio y verbo fácil, que animó y admiró en todo momento a su sobrino y fue su refugio, apoyo y defensa en los momentos difíciles.

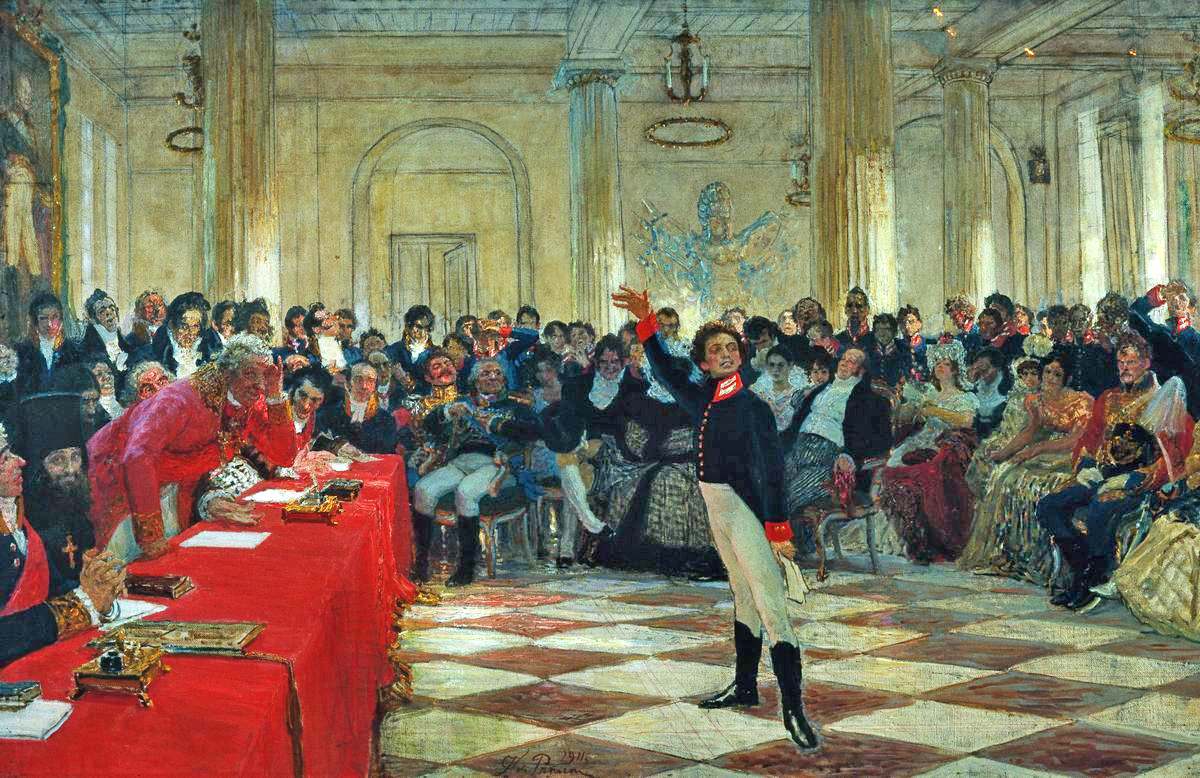
Aleksandr Pushkin a los catorce años de edad recitando un poema ante Derzhavin en el Liceo Imperial de Tsárskoye Seló. Cuadro de Iliá Repin (1911).

Realizó sus estudios entre 1811 y 1817 en el Liceo Imperial de Tsárskoye Seló —llamado posteriormente Liceo Pushkin en su honor— en Tsárskoye Seló, cerca de San Petersburgo, donde comenzó a escribir su primer poema largo Ruslán y Liudmila, publicado en 1820 entre grandes controversias debido al tema y al estilo. Este poema echó por tierra los cánones poéticos del Neoclasicismo, desconcertando a los poetas oficiales y obteniendo un gran triunfo entre los lectores. Uno por uno los poetas veteranos le fueron declarando su admiración: Derzhavin, Zhukovski...
Tras terminar su formación académica, se instaló en San Petersburgo, entrando a formar parte de la vibrante y áspera cultura de la juventud intelectual de la capital, donde su talento ya era ampliamente reconocido.

### Activismo social y político

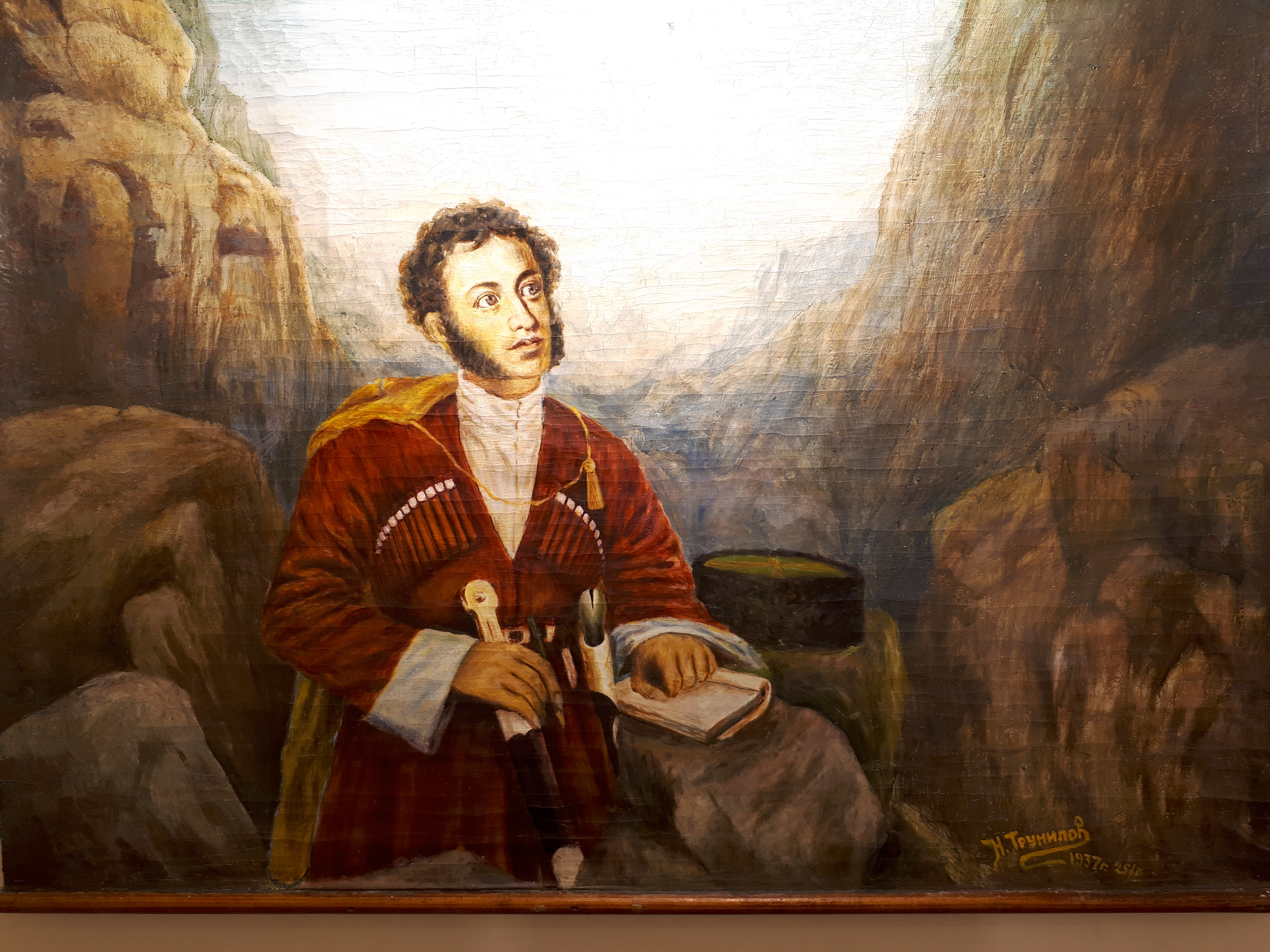
Pushkin con ropa cosaca en el Cáucaso

En 1820, entró a trabajar en el Ministerio de Asuntos Exteriores y se empezó a implicar gradualmente en los movimientos de reforma social, convirtiéndose en portavoz de los literatos radicales tras haber escrito algunos poemas sediciosos como Oda a la libertad, que molestó a las autoridades, de forma que el propio zar Alejandro I estuvo a punto de desterrarlo a Siberia; sin embargo, sus eficaces protectores y admiradores lo aplacaron y fue desterrado a Yekaterinoslav (hoy Dnipró), al servicio del general Ínzov. Allí el poeta enfermó de fiebres y fue acogido por la familia del general Nikolái Rayevski, con la que marchó al Cáucaso y a Crimea. Los paisajes y gentes del Cáucaso impresionaron al poeta; allí compuso el poema romántico El cautivo del Cáucaso, entre 1820 y 1821. Este último año, y siempre al servicio de Ínzov, se trasladó a Chişinău, capital de Besarabia, permaneciendo allí de 1820 a 1823; allí escribió los poemas Gavriliada, 1821, Los hermanos bandoleros, 1822, inspirado en Schiller, La fuente de Bajchisarái, 1823, ambientado en el último Kanato de Crimea, y las poesías La daga, La guerra y Eleutheria. También en esos lugares inició, en mayo de 1823, su obra cumbre, la novela en verso Eugenio Oneguin. En Chişinău ingresó en la logia masónica Ovidio, pero su vida disoluta, las juergas, correrías, amoríos, la pasión por los naipes y el juego, dos duelos y su convivencia durante dos meses con una tribu de gitanos agotaron la paciencia de Ínzov y Pushkin fue enviado a Odesa a las órdenes del general Mijaíl Vorontsov.

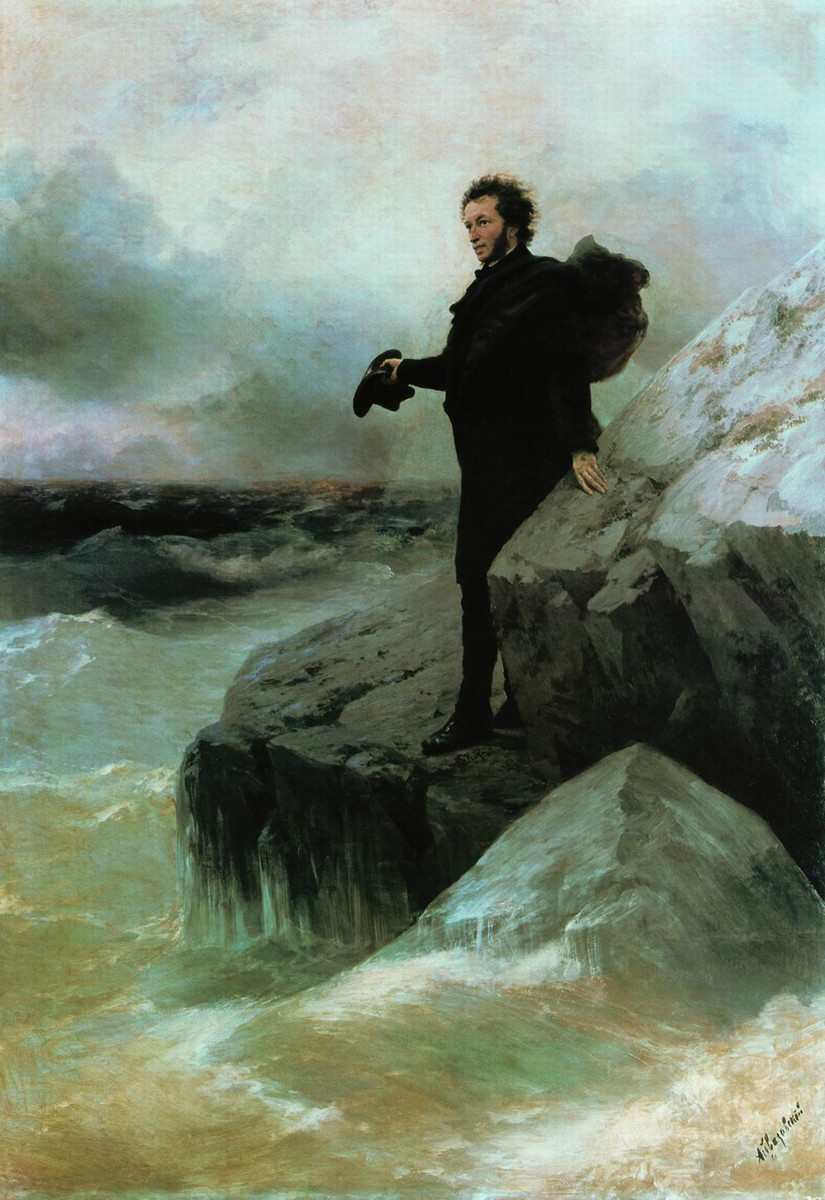
El adiós de Pushkin al mar. Cuadro de Iván Aivazovski e Iliá Repin (1877).

Allí entró de nuevo en conflicto con el gobierno. La disciplina militar no se avenía con el carácter del poeta y empezó a galantear a la hija del general. Parece que a ella no le desagradaba, pero un magistral epigrama sobre el carácter del general Voronstov motivó el destierro y arresto domiciliario de Pushkin en la finca de su padre, Mijáilovskoye, gobernación de Pskov, de 1824 a 1826. Se despidió de Odesa con su poema Al mar, de 1824.
En Mijáilovskoye, aldea de la gobernación de Pskov, tras la reprimenda paterna y acogido por su amada aya, Arina Rodiónovna, Pushkin compuso seis capítulos de Eugenio Oneguin, el drama histórico Borís Godunov 1825 sobre la tragedia del zar Borís Godunov, el poema El conde Nulin, publicado en 1825 y el poema Los gitanos, publicado en 1827.
Entonces estalló la rebelión de los decembristas, y el duro castigo infligido a sus miembros, casi todos poetas y amigos de Pushkin, le afectó profundamente. Estos eran los llamados poetas decembristas o pléyade decembrista, un grupo de poetas románticos surgidos a la sombra de la sublevación del 14 de diciembre de 1825, instigada por la ilegal Sociedad del Norte constituida en San Petersburgo entre 1821 y 1825; de origen aristocrático, partícipes o simpatizantes del movimiento de los decembristas, la mayoría sufrieron trabajos forzados o deportación a Siberia; fueron vates de las libertades individuales y cívicas en la poesía rusa del Romanticismo, como Kondrati Ryléyev, Wilhelm Küchelbecker, Aleksandr Odóyevski, Vladímir Rayevski, Aleksandr Bestúzhev, etcétera.
Sin embargo, se le permitió visitar al zar Nicolás I para exponer una petición de liberación, que consiguió y, aunque aparentemente Pushkin no había participado en la rebelión de diciembre de 1825 en San Petersburgo, algunos de los insurgentes tenían entre sus papeles sus primeros poemas políticos, por lo que pronto se vio bajo un estricto control por parte de los censores del gobierno y se le impidió viajar y publicar libremente. La obra que se convertiría en la más famosa de su carrera, el drama Borís Godunov, escrita mientras residía en la hacienda materna, no obtuvo el permiso de publicación hasta cinco años después.

### Obra literaria

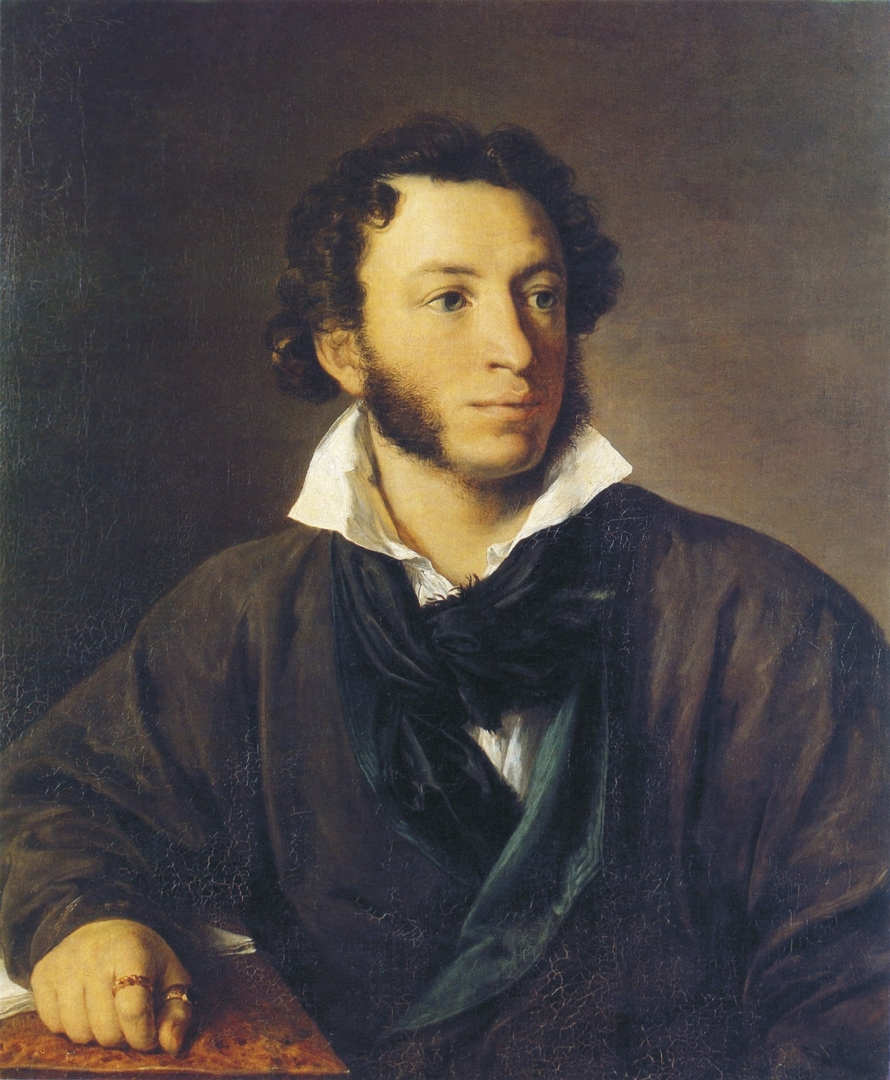
Retrato de Aleksandr Pushkin por Vasili Tropinin, 1827

A la muerte del zar Alejandro I, le sucede Nicolás I, que toma bajo su protección al escritor permitiéndole regresar a Moscú. En 1826, regresó a Moscú y en 1829 fue recibido por el zar Nicolás I, quien decidió personalmente ser el censor de las obras de Pushkin. Para entonces sus escritos se editaban en tiradas enormes y el poeta cobraba unos honorarios muy sustanciosos, llegándosele a pagar 10 rublos por cada estrofa de Eugenio Oneguin (Yevgueni Oneguin), suma realmente fabulosa. En 1829, regresó a su querido Cáucaso y recogió sus impresiones en Viaje a Arzerum 1835. De esa época data Poltava (1828-1829), poema dedicado a ensalzar la gloria de Pedro el Grande en la batalla de Poltava. Escribe entonces Los relatos de Belkin (Повести покойного Ивана Петровича Белкина - Póvesty pokóynogo Ivana Petróvicha Bélkina) (1830) que describen la vida rusa.
Al volver a Moscú en 1830 conoció a Natalia Goncharova, una de las mujeres más bellas de su época. Se retiró a la finca paterna en Bóldino, gobernación de Nizhni Nóvgorod. Bóldino fue un periodo mágico en su obra —durante el otoño de Bóldino escribió la Historia de la aldea Goriújino, precedente de la sátira de Saltykov-Shchedrín, y Las pequeñas tragedias— Mozart y Salieri, El caballero avaro, El convidado de piedra (versión del tema de Don Juan), Banquete durante la peste y La casita en Kolomna en prosa. Otros ocho capítulos de Eugenio Oneguin y numerosas poesías líricas. Se casó con Natalia Goncharova en 1831 tras ser rechazado una primera vez, en 1830. Ingresa el mismo año de su boda, 1831, en la Cancillería de Asuntos Exteriores con un sueldo especial de 5000 rublos.

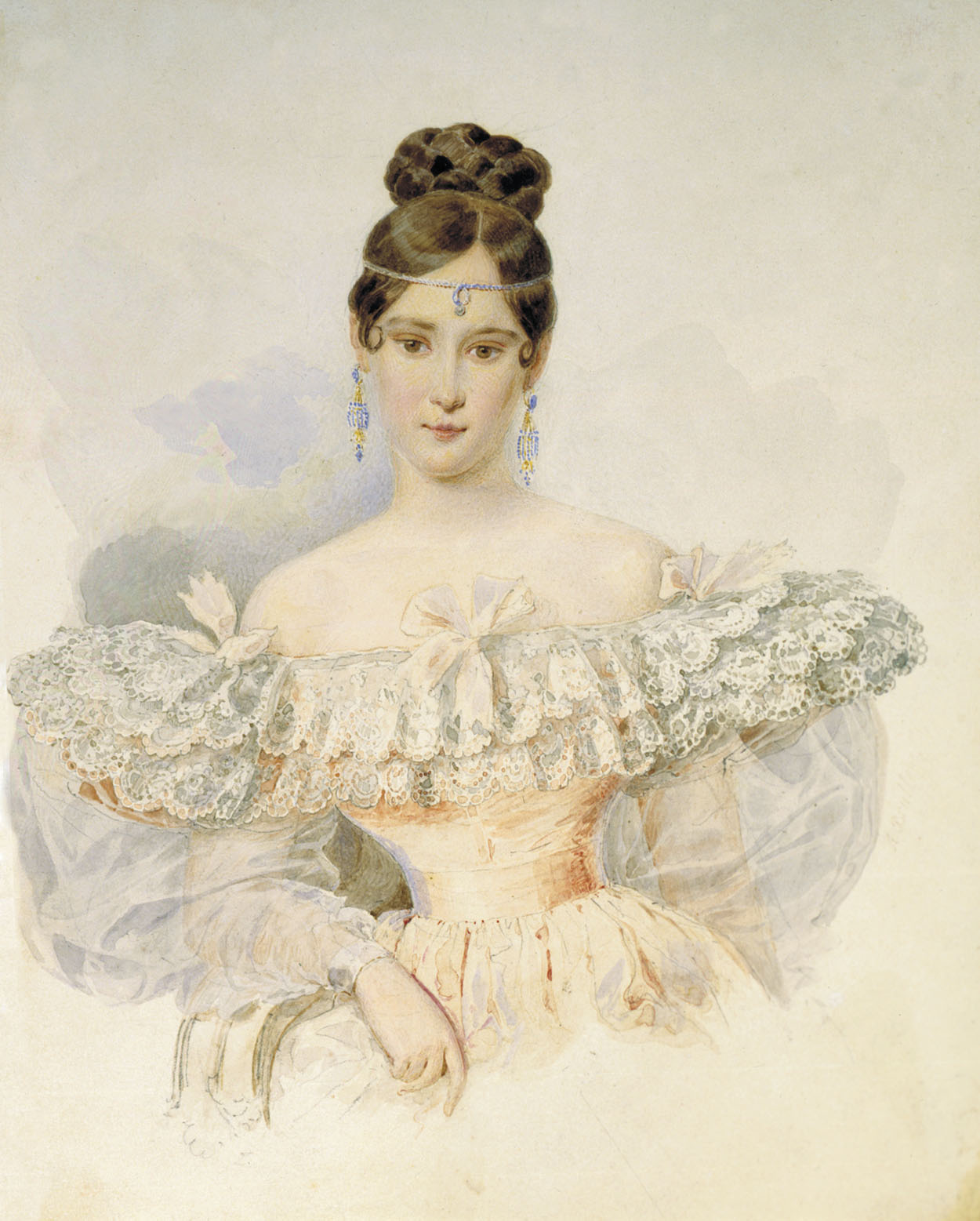
Natalia Goncharova (Púshkina) por Aleksandr Briulov (1822-1877).

En 1831, conoce a Nikolái Gógol con quien entablará una buena amistad estableciéndose entre ambos una relación de mutuo apoyo. Las historias cómicas de Gógol ejercieron gran influencia en la prosa de Pushkin, quien, tras leer los volúmenes de historias cortas Veladas en un caserío de Dikanka publicados en 1831-32, lo apoyaría críticamente y más tarde, en 1836, tras lanzar su revista El Contemporáneo ("Sovreménnik"), publicaría en ella algunas de las narraciones cortas más famosas de Gógol.
En la década de los treinta, compuso Cuento del sacerdote y su ayudante Baldá, 1830, los cuentos Cuento del zar Saltán, 1831; Cuento del pescador y el pescado, 1833; Cuento de la princesa muerta y de los siete caballeros, 1833; Cuento del gallo dorado, 1834... En 1832, inicia su novela en prosa Dubrovski, cuyo argumento discurre en un ambiente de pequeños terratenientes de provincias; Historia de la revuelta de Pugachov, 1834, acertada incursión en la investigación histórica; la novela en prosa La hija del capitán, 1836, donde se describe también noveladamente el motín campesino acaudillado por Yemelián Pugachov, el poema El caballero de bronce, de 1833, dedicado a la figura del zar Pedro I, etcétera. Ya en 1833, es elegido miembro de la Academia Rusa.

### Muerte
Pushkin tenía que hacer frente a numerosísimos gastos —un hijo nuevo cada año, dos hermanas solteras de su esposa que vivían con él, su afición al juego y las frecuentes y caras fiestas, bailes y recepciones con que se entretenía su esposa— con un trabajo literario incesante y, a pesar de lo bien retribuido que estaba su trabajo, acumuló enormes deudas; en 1836 emprendió la publicación de la revista literaria El Contemporáneo para aliviar su situación, revista que llegaría a adquirir un máximo prestigio en las letras rusas.
Tanto en sus asuntos domésticos como en sus deberes oficiales, su vida se volvía cada vez más insoportable. En los círculos cortesanos, se le miraba con creciente sospecha y resentimiento, y sus reiteradas peticiones para que se le permitiera renunciar a su cargo, retirarse al campo y dedicarse por completo a la literatura fueron rechazadas. 
Para el otoño de 1836, Pushkin se endeudaba cada vez más y se enfrentaba a rumores escandalosos de que su esposa mantenía una aventura amorosa con Georges d'Anthès, también conocido como Dantes-Gekkern, hijo adoptivo y protegido (y según algunos, amante secreto) del embajador neerlandés, Baron Jacob van Heeckeren van Beverweerd.  A pesar de que Pushkin había acogido bien a D'Anthès, este había decidido cortejar a Natalia, una joven hermosa y coqueta que tenía muchos admiradores, incluso de forma comprometedora. Poco después, tanto Pushkin como varios de sus amigos más cercanos recibieron copias de una sátira anónima sobre Pushkin. La sátira era una carta simulada que le otorgaba a Pushkin el título de Diputado Gran Maestre e Historiógrafo de la Orden de los Cornudos. Pushkin acusó a Heeckeren de ser el autor de la sátira, aunque nunca se ha establecido la verdadera autoría. Una investigación pericial descartó la autoría de Heeckeren, ya que la sátira (escrita en francés) contenía errores extremadamente improbables para un hablante nativo, y tal autoría habría sido demasiado arriesgada para un diplomático. Como fuese, el 4 de noviembre Pushkin retó a duelo a d'Anthès, a causa de la actitud provocadora de este para con su esposa. Van Heeckeren solicitó que el duelo se aplazara dos semanas. Gracias a los esfuerzos de los amigos del poeta, el duelo se canceló.
El 17 de noviembre, d'Anthès le propuso matrimonio a Ekaterina, la hermana de Natalia Goncharova. El matrimonio no resolvió el conflicto. D'Anthès continuó acosando públicamente a Natalia Goncharova y circularon rumores de que se había casado con la hermana de Natalia solo para salvar su reputación.
El 26 de enero (7 de febrero en el calendario gregoriano) de 1837, Pushkin envió una carta sumamente insultante a Gekkern. La única respuesta a esa carta podía ser un reto a duelo, como bien sabía Pushkin. Pushkin recibió la reta formal a duelo a través de su cuñada, Ekaterina Gekkerna, aprobada por d'Anthès, ese mismo día a través del agregado de la embajada francesa, el vizconde d'Archiac. en las afueras de San Petersburgo
Pushkin le pidió a Arthur Magenis, entonces agregado del Consulado General Británico en San Petersburgo, que fuera su padrino. Magenis no aceptó formalmente, pero el 26 de enero (7 de febrero) contactó con el vizconde d'Archiac para intentar una reconciliación; sin embargo, d'Archiac se negó a hablar con él, ya que aún no era oficialmente el padrino de Pushkin. Magenis, al no encontrar a Pushkin por la tarde, le envió una carta a través de un mensajero a las dos de la madrugada, negándose a ser su padrino, ya que la posibilidad de un acuerdo pacífico ya se había descartado, y la primera tarea tradicional del padrino era intentar lograr una reconciliación.
El duelo a pistola con d'Anthès tuvo lugar el 27 de enero (8 de febrero) en el Río Negro (Chyornaya Rechka), sin la presencia de un padrino para Pushkin. El duelo que libraron fue de un tipo conocido como «duelo de barrera». Las reglas de este tipo dictaban que los duelistas comenzaran a una distancia acordada. Tras la señal de salida, caminaríann uno hacia el otro, acortando la distancia. Podían disparar cuando quisieran, pero el duelista que disparara primero debía permanecer inmóvil y esperar a que el otro respondiera a placer.
Se ha dicho que a Pushkin le manipularon el arma, por lo que el poeta no pudo defenderse, y que la primera bala del arma contraria lo alcanzó en el pecho al comenzar el duelo. La escritora inglesa Elaine Feinstein en una muy bien documentada biografía sobre Pushkin, afirma por el contrario que  D'Anthès disparó primero, hiriendo gravemente a Pushkin; la bala le entró por la cadera y le atravesó el abdomen. Pushkin hizo el disparo que le correspondía hiriendo levemente en un brazo al oponente. Dos días después, a las 14:45 del 29 de enero (10 de febrero), a los 37 años de edad, Pushkin falleció de peritonitis. Mijaíl Lérmontov escribió entonces en honor póstumo a Pushkin el poema La muerte del poeta («Смерть Поэта» - Smert poeta).
En la novela El idiota de Fiódor Dostoievski, un personaje sugiere que el disparo fue accidental: «La bala impactó tan bajo que D’Anthès probablemente apuntaba a algo más alto, al pecho o a la cabeza; nadie apunta a donde impactó esa bala, lo que significa que probablemente impactó en Pushkin por casualidad, por pura casualidad. Me lo han dicho personas que saben».
El gobierno ruso, que temía una manifestación política durante su funeral, se opuso a una gran ceremonia religiosa, trasladó el cuerpo en secreto a medianoche a un monasterio cerca de Mijáilovskoye, la hacienda de su madre, donde le dieron sepultura con la única asistencia de parientes y amigos. El zar pagó sus deudas y pensiones para su familia.

## Obra
La influencia de Byron es percibida según algunos críticos literarios en la poesía de Pushkin: El prisionero del Cáucaso (1821), en el que se describen las costumbres guerreras de los circasianos. La fuente de Bajchisarái (1822) que traduce la atmósfera del harén y evocaciones de Crimea, y Los zíngaros (1824).
Asimismo Gavriliada (1821), poema blasfemo, que refleja los ideales de Voltaire. De 1824 a 1826, fue confinado en Mijáilovskoye, en una de sus propiedades, lo que le permitió terminar su obra Eugenio Oneguin (1823-1830), escribir su tragedia: Borís Godunov (1824-1825), y componer los «cuentos en verso» irónicos y realistas.

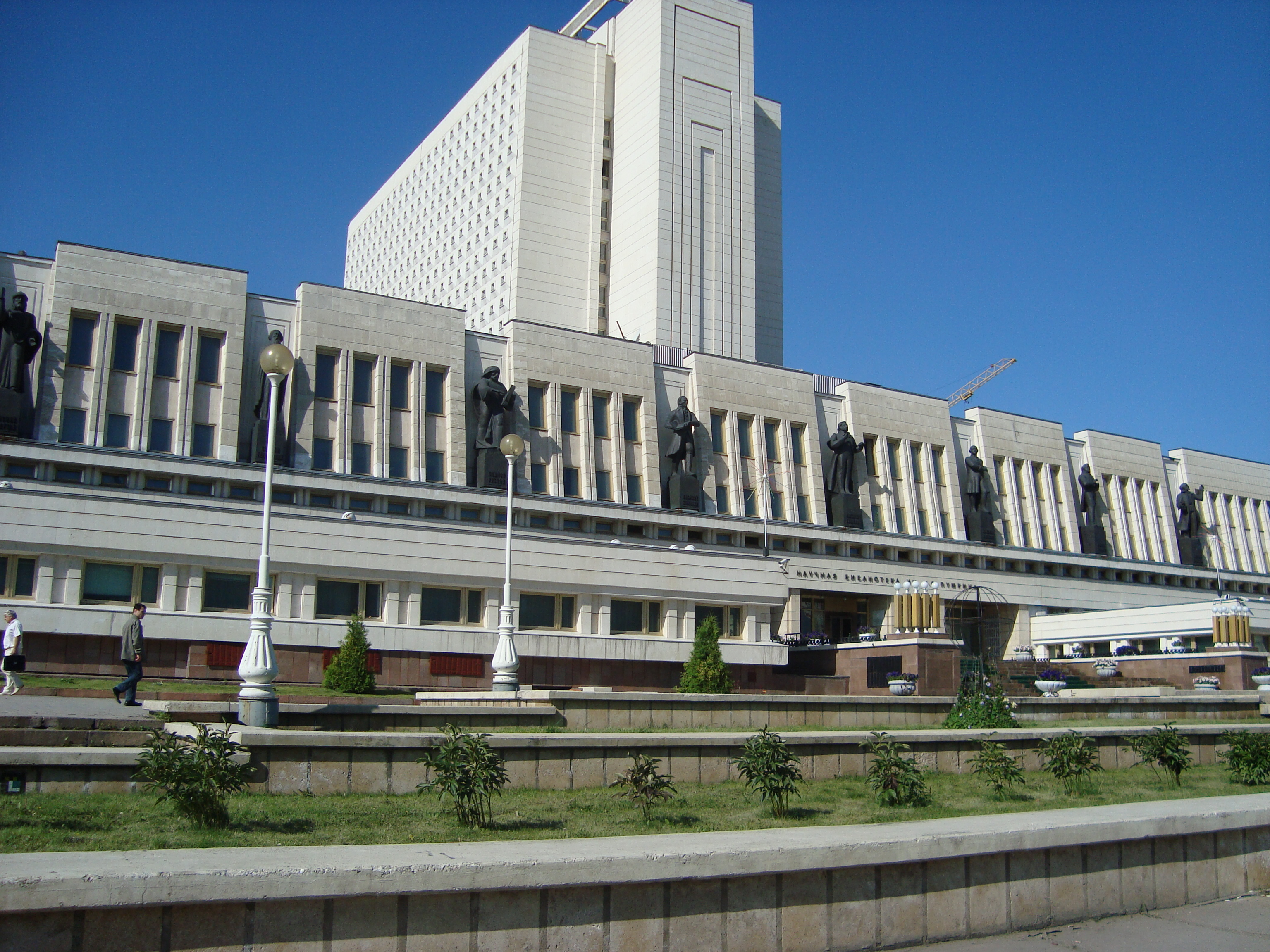
Biblioteca Estatal Pushkin de Omsk.

### Algunas de sus obras
- Ruslán y Liudmila (Ruslán i Liudmila - 1820)
- Gavriliada (la saga de Gabriel) (Gavriiliada - 1821)
- El prisionero del Cáucaso (Kavkazski pliénnik - 1821)
- Los hermanos ladrones (obra teatral) (Bratya razbóiniki - 1821-1822)
- La fuente de Bajchisarái (Bajchisaraiski fontán - 1823)
- El conde Nulin (Graf Nulin - 1825)
- Para A.P. Kern (uno de los más bellos poemas de amor jamás escrito en ruso, dedicado a la bella noble Anna Kern - 1825)
- Los zíngaros (Los gitanos) (Tsygany - 1827)
- El negro de Pedro el Grande (novela histórica inacabada basada en la vida de su bisabuelo) (Arap Petrá Velíkogo - 1827)
- Poltava (Poltava - 1829)
- Pequeñas tragedias (que incluye El convidado de piedra, Mozart y Salieri, El avaro caballero y Fiesta durante la plaga) (Málenkiye traguedii - 1830)
- La casita en Kolomna  (Dómik v Kolomne - 1830)
- Borís Godunov (escrito en 1825, publicado en 1831 y aprobado oficialmente en 1866, describiendo la tragedia del zar Borís Godunov)
- El cuento del pope y su jardinero Baldá (poema) (Skazka o popié i o rabótnike yegó Baldié - 1830)
- La historia del pueblo Goriújino (inacabada) (Istóriya selá Goriújina - 1830)
- Cuentos del difunto Iván Petróvich Belkin (prosa) (Póvesti pokóinogo Ivana Petróvicha Biélkina - 1831), que incluyen «La ventisca», «El fabricante de ataúdes», «El maestro de postas»,[14] «El disparo» y «La campesina señorita».
- Cuento del zar Saltán (poema) (Skazka o tsarié Saltane, o syne yegó slávnom i mogúchiem bogatyrié kniazie Gvidonie Saltánoviche i o prekrasnoi tsarievnie liébedi - 1831)
- Eugenio Oneguin (novela en verso) (1825-1832)
- Cuento de la princesa muerta y de los siete caballeros (poema) (Skazka o miortvoi tsarievnie i o semí bogatyriaj - 1833)
- Cuento del pescador y el pescado (Skazka o rybakié i rybkie - 1833)
- El jinete de bronce (poema) (Miedny vsádnik - 1833)
- Dubrovski (novela) (Dubrovski - 1833)
- La dama de picas (La dama de los tres naipes) (Píkovaya dama - 1833)
- El gallito dorado (poema) (Skazka o zolotom pietushkié - 1834)
- Kirdzhali (Kırcali) (historia corta) (Kirdzhalí - 1834)
- La historia del motín de Pugachov (prosa, no ficción) (Istóriya Pugachiova - 1834)
- Noches egipcias (poema) (Eguípetskiye nochi - 1835)
- Escenas de tiempos caballerescos (Stseny iz rýtsarskij vremión - 1835)
- La hija del capitán (prosa) novela histórica romántica sobre la pugachóvschina, vida y época de Pugachov. (Kapitánskaya dochka - 1836)
- De visita otra vez (poema)
- Noche de invierno
- El empresario de pompas fúnebres

### Obras traducidas al español
- La zarevna muerta y los siete guerreros, Editorial Pomaire, 1972. Edición que incluye los relatos "La zarevna muerta y los siete guerreros", "El zar Saltán" y "Ruslán y Liudmila".
- Boris Godunov, Editorial Lumen, 1986.
- El habitante de otoño, Editorial Pre-Textos, 2000.
- El cuento del gallo de oro, Gadir Editorial, 2008.
- La hija del capitán, Ediciones Gaviota, 2000.
- El jinete de Bronce, Ediciones Hiperión, 2003.
- Eugenio Oneguín, UNAM, 1973.
- Eugenio Oneguin – Novela en verso. Versión en español directa del ruso en la forma poética del original, notas e ilustraciones de Alberto Nicolás Musso. Mendoza, Argentina, Zeta Editores, abril de 2005
- Yevgueni Oneguin. Traducción directa del ruso que introduce por primera vez los textos originales censurados. Introducción, traducción y notas de Manuel Ángel Chica Benayas. San Sebastián/Donosti, Editorial Meettok, 2017.
- El zar Saltán y otros romances, traducción directa del ruso y noticia biográfica por Omar Lobos, versificación por Oche Califa, ilustraciones de Omar Francia. Ediciones Colihue, 2006.

## Legado
El uso que Pushkin hace del ruso fue novedoso en su tiempo por su sencillez y profundidad, y sentó las bases del estilo de los novelistas Iván Turguénev, Iván Goncharov y León Tolstói. Su novela en verso, Eugenio Oneguin, fue la primera obra rusa que abordó la sociedad contemporánea y allanó el camino hacia la novela realista rusa de mediados del siglo XIX. Incluso durante su vida, la importancia de Pushkin como gran poeta nacional fue reconocida por Nikolái Vasilyevich Gógol, su sucesor y alumno, y fue su contemporáneo más joven, el gran crítico ruso Visarión Grigoryevich Belinsky, quien realizó el estudio crítico más completo y profundo de la obra de Pushkin, que aún conserva gran parte de su relevancia. Para los escritores clásicos posteriores del siglo XIX, Pushkin, el creador de la lengua literaria rusa, fue la piedra angular de la literatura rusa, en palabras de Máximo Gorki, «el principio de los principios». Pushkin se ha convertido así en una parte inseparable del mundo literario del pueblo ruso. También ejerció una profunda influencia en otros aspectos de la cultura rusa, especialmente en la ópera.
La crítica considera muchas de sus obras maestras, como el poema El jinete de bronce y el drama El convidado de piedra, un relato sobre la caída de Don Juan. Su poético drama corto Mozart y Salieri (al igual que El convidado de piedra, una de las llamadas Cuatro Pequeñas Tragedias, caracterización colectiva del propio Pushkin en una carta de 1830 a Piotr Pletniov) inspiró Amadeus de Peter Shaffer, además de proporcionar el libreto (casi textual) de la ópera Mozart y Salieri de Rimski-Kórsakov.

Pushkin también es conocido por sus cuentos. En particular, su ciclo Los cuentos del difunto Iván Petróvich Belkin, que incluye El disparo, tuvo una gran acogida. Según el teórico literario Kornelije Kvas,
«la lógica narrativa y la verosimilitud de lo narrado, junto con la precisión, la concisión y la economía en la presentación de la realidad, todo lo anterior se logra en los Cuentos de Belkin, especialmente y sobre todo en el relato El Jefe de Estación. Pushkin es el precursor del largo y fructífero desarrollo de la literatura realista rusa, pues logra alcanzar el ideal realista de una presentación concisa de la realidad».
El propio Pushkin prefería su novela en verso Eugenio Oneguin, que escribió a lo largo de su vida y que, iniciando una tradición de grandes novelas rusas, sigue a unos pocos personajes principales pero varía ampliamente en tono y enfoque.
Oneguin es una obra de tal complejidad que, aunque solo tiene unas cien páginas, Vladimir Nabokov necesitó dos volúmenes completos para traducir su significado completo al inglés. Debido a esta dificultad de traducción, los versos de Pushkin siguen siendo en gran medida desconocidos para lectores occidentales. Aun así, Pushkin ha influido profundamente en escritores como Henry James.  Pushkin escribió La dama de picas, un cuento que aparece frecuentemente en antologías en idiomas como el inglés.

## Adaptaciones cinematográficas de obras de Pushkin
- 1910: Rusalka (Русалка): cortometraje dirigido por Vasili Goncharov (Василий Гончаров: 1861-1915) y basado en la ópera homónima de Dargomyzhski, inspirada a su vez en la obra de teatro en verso inconclusa que había escrito Pushkin en 1837 sobre el personaje de la mitología eslava.[17]

- 1916: La dama de picas (Пиковая дама): largometraje basado en el cuento homónimo de Pushkin y dirigido por Yákov Protazánov.[18]

- 1975: Un día maravilloso (День чудесный): cortometraje mixto de imagen real y dibujos animados producido por los estudios Soyuzmultfilm y dirigido por Andréi Jrzhanovski (Андрей Хржановский: n. 1939); a partir de pinturas de Pushkin para niños.[19]

- 1980: Y de nuevo estoy contigo (И с вами снова я): cortometraje mixto de imagen real y dibujos animados producido por los estudios Soyuzmultfilm y dirigido por Andréi Jrzhanovski.[20]

- 1984: El cuento del zar Saltán (Сказка о царе Салтане): cortometraje de dibujos animados basado en el poema de Pushkin, producido por los estudios Soyuzmultfilm y dirigido por Lev Milchin (Лев Мильчин: 1920 - 1987) e Iván Ivanov-Vanó (Иван Иванов-Вано: 1900 - 1987).[21]

## Adaptaciones cinematográficas (la vida del poeta)
- La vida y la muerte de Pushkin (Жизнь и смерть Пушкина - Zhizn i smert Púshkina, 1910), de Vasili Goncharov (Василий Гончаров: 1861 - 1915)
- Yúnost poeta (1937)
- Aleksandr Pushkin (1950)
- Vash Pushkin (1999)
- Great Russian Writers: Aleksandr Pushkin (2006) (V)
- Pushkin: Poslédnyaya duel (2006)

## Bibliografía

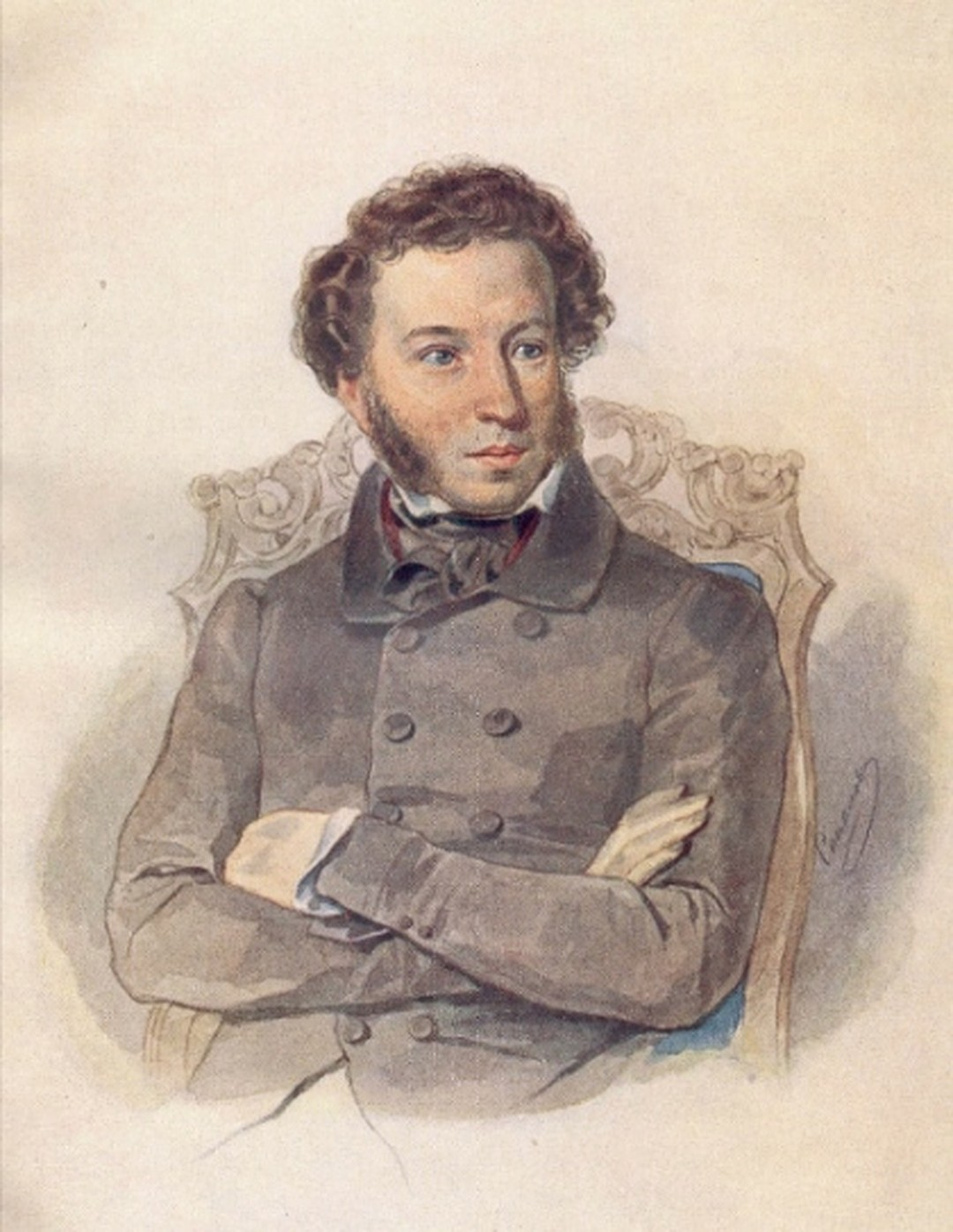
Aleksandr Pushkin por Piotr Sokolov, 1836